# George Fitzgerald Smoot
George Fitzgerald Smoot (n. 20 februarie 1945, Yukon⁠(d), Florida, SUA) este un fizician american, laureat al Premiului Nobel pentru Fizică în 2006, împreună cu John C. Mather, pentru descoperirea formei de corp negru și anizotropiei radiației cosmice de fundal.